# 盲目の理髪師
『盲目の理髪師』（もうもくのりはつし、原題：The Blind Barber ）は、アメリカの推理作家ジョン・ディクスン・カーによる推理小説。発表は1934年。ギデオン・フェル博士ものの長編第4作目にあたる。
本作は、作者の作品中、最もファルスの味が濃い作品で、珍しくフェル博士は安楽椅子探偵を務める。

## あらすじ
ニューヨークからサウサンプトンに向かう豪華客船クィーン・ヴィクトリア号で出会った、アメリカ人青年カーティス・ウォーレン、あやつり人形師のフォータンブラに同行する姪のペギー・グレン、元船長のトマッセン・ヴァルヴィック、推理作家のヘンリー・モーガンの一行だが、ウォーレンが何者かに襲われフィルムの一部を持ち去られてしまう。そのフィルムには、彼の伯父のウォーパスを含めた高名な政治家たちが数々の暴言を発しているところを映したもので、公にされれば政治的失脚や国際問題にまで発展しかねない恐れがあることから、ウォーパスから処分を要請されたものだった。
4人はフィルムを取り戻すために残りのフィルムをおとりにして隣の船室で犯人を待ち受けていたところ、ウォーレンを呼ぶ女の声にドアを開くと、そこには瀕死の女が倒れていた。ところが、彼女を介抱している隙に犯人らしき男がウォーレンの船室から出て行くのを目撃したためその男をノックアウトしたところ、その男は船長のホィッスラーであった。しかもホィッスラーは、宝石を付け狙う正体不明の犯罪者が乗船しているとの情報を受けて、盗難の恐れがあるためスタートン子爵から預かったエメラルドの象のペンダントを所持していた。パニックに陥った4人は宝石強奪犯の嫌疑を免れるため、ペンダントを手近な船室の中に放り込んでしまった。
そうして部屋に戻ったところ、瀕死の女はいずこへか消えてしまっていた。そしてベッドの下には、盲目の理髪師の装飾が施された血のついた剃刀が残されていた。ドタバタ騒ぎの中、錯綜する2つの盗難事件と消えた瀕死の女の謎。すべては《盲目の理髪師》の仕業なのか。モーガンは湾上に浮かぶ客船からいち早く下船し、フェル博士に救援を求める。

## 主な登場人物
ヘクター・ホィッスラー
クィーン・ヴィクトリア号船長。
ヘンリー（ハンク）・モーガン
推理小説作家。
カーティス（カート）・ウォーレン
外交官。
トマッセン・ヴァルヴィック
元船長。
フォータンブラ（ジュール伯父）
あやつり人形師。
ペギー・グレン
フォータンブラの姪。
アブドゥル
フォータンブラの助手。
オリヴァ・ハリスン・カイル博士
精神科医。
スタートン子爵
エメラルドの象の持ち主。
チャールズ・ウッドコック
殺虫剤のセールスマン。
レスリー・ペリゴール
美学者。
シンシア・ペリゴール
レスリーの妻。
“バーモンジーの恐怖”
プロボクサー。
ボールドウィン
二等航海士。
スパークス
無電技手。バーモンジーのいとこ。
サディアス・G・ウォーパス
ウォーレンの伯父。政治家。
ギデオン・フェル博士
探偵。

## 作品の評価
- 江戸川乱歩は「カー問答」（『別冊宝石』、カア傑作集、1950年）[1]の中で、カーの作品を第1位のグループから最もつまらない第4位のグループまで評価分けし、本作を第3位のグループ10作品の10番目に挙げ、第3位全般の評価としてカーの作品として中流で、それぞれとびきりの不可能性とサスペンスがあるが、解決がそれに比して何となくあっけないという不満があると記している。本作についてはそれ以外に、カーのいくつかのファース（ファルス、笑劇のこと）風作品中で最もファース味の濃いものと評するのみである。

## 他作品との関連
- ヘンリー・モーガンは前作『剣の八』に続いての登場である。